# Jonuta (Messico)
Jonuta è una municipalità dello stato di Tabasco, nel Messico meridionale, il cui capoluogo è la città omonima.
La municipalità conta 29.511 abitanti (2010) e ha un'estensione di 1.650,2 km².